# Lista zabytków w Luqa
To jest lista zabytków w miejscowości Luqa na Malcie, które są umieszczone na liście National Inventory of the Cultural Property of the Maltese Islands.

## Lista
| Nazwa zabytku                       | Lokalizacja                            | Współrzędne                                   | Nr na liście NICPMI | Zdjęcie |
| ----------------------------------- | -------------------------------------- | --------------------------------------------- | ------------------- | ------- |
| Kaplica św. Jakuba                  | Triq Ħal Luqa / Triq Garibaldi         | 35°51′45,2″N 14°29′50,9″E/35,862556 14,497472 | 1980                |         |
| Nisza Matki Bożej z Góry Karmel     | 17 Triq Pawlu Magri                    | 35°51′31,4″N 14°29′28,0″E/35,858722 14,491111 | 1981                |         |
| Nisza św. Józefa                    | Triq Pawlu Magri                       |                                               | 1982                |         |
| Kościół parafialny pw. św. Andrzeja | Misraħ Sant’ Andrija                   | 35°51′37,2″N 14°29′20,2″E/35,860333 14,488944 | 1983                |         |
| Nisza (statua) św. Pawła            | Sqaq Sant’ Andrija No 2                | 35°51′33,9″N 14°29′20,7″E/35,859417 14,489083 | 1984                |         |
| Krzyż na kolumnie                   | Misraħ tal-Knisja                      | 35°51′36,3″N 14°29′20,9″E/35,860083 14,489139 | 1985                |         |
| Statua Niepokalanego Poczęcia       | Misraħ tal-Knisja                      | 35°51′36,9″N 14°29′21,1″E/35,860250 14,489194 | 1986                |         |
| Nisza św. Józefa                    | Misraħ tal-Knisja / Triq San Ġuzepp    | 35°51′36,3″N 14°29′21,7″E/35,860083 14,489361 | 1987                |         |
| Nisza św. Andrzeja                  | "Palazz Bethsaida", Misraħ tal-Knisja  | 35°51′36,6″N 14°29′21,8″E/35,860167 14,489389 | 1988                |         |
| Nisza św. Michała                   | 10 Triq San Ġuzepp                     | 35°51′35,9″N 14°29′23,5″E/35,859972 14,489861 | 1989                |         |
| Nisza św. Jerzego                   | 37 Triq Santa Marija                   | 35°51′34,4″N 14°29′27,3″E/35,859556 14,490917 | 1990                |         |
| Nisza Najświętszego Serca Jezusa    | 3-5 Triq San Ġorġ                      | 35°51′34,4″N 14°29′26,6″E/35,859556 14,490722 | 1991                |         |
| Nisza św. Andrzeja                  | Triq San Ġuzepp                        |                                               | 1992                |         |
| Nisza Matki Bożej z Góry Karmel     | Triq San Ġuzepp / Triq il-Gdida        | 35°51′34,7″N 14°29′30,8″E/35,859639 14,491889 | 1993                |         |
| Nisza Matki Bożej z Lourdes         | "Lourdes", 101 Triq il-Ġdida           | 35°51′31,4″N 14°29′28,0″E/35,858722 14,491111 | 1994                |         |
| Kaplica Wniebowzięcia "Tal-Ftajjar" | Triq il-Karmnu                         | 35°51′38,2″N 14°29′16,0″E/35,860611 14,487778 | 1995                |         |
| Nisza św. Andrzeja                  | Triq il-Karmnu / Sqaq tal-Karmnu Nru 4 | 35°51′38,3″N 14°29′10,9″E/35,860639 14,486361 | 1996                |         |
| Statua św. Tomasza                  | Triq San Tumas / Triq Indri Micallef   | 35°51′35,0″N 14°29′04,2″E/35,859722 14,484500 | 1997                |         |
| Nisza św. Rocha                     | 46 Sqaq tal-Karmnu Nru 4               | 35°51′41,4″N 14°29′09,7″E/35,861500 14,486028 | 1998                |         |
| Nisza św. Józefa                    | 46 Triq ir-Rix Tellu                   | 35°51′41,3″N 14°29′18,6″E/35,861472 14,488500 | 1999                |         |
| Kaplica Matki Bożej z Góry Karmel   | Triq il-Ġdida / Triq id-Dokkiena       | 35°51′40,5″N 14°29′26,4″E/35,861250 14,490667 | 2000                |         |
| Nisza św. Rocha                     | 25-27 Triq San Pawl                    | 35°51′45,0″N 14°29′20,8″E/35,862500 14,489111 | 2001                |         |
| Nisza Przemienienia Pańskiego       | Triq Valletta                          | 35°52′00,8″N 14°29′25,8″E/35,866889 14,490500 | 2002                |         |
| Kaplica Matki Boskiej Zwycięskiej   | Triq ir-Russett Abjad, Ħal-Farruġ      | 35°51′54,4″N 14°28′44,2″E/35,865111 14,478944 | 2003                |         |